# Gaggi
Gaggi ist eine Stadt der Metropolitanstadt Messina in der Region Sizilien in Italien mit 3088 Einwohnern (Stand 31. Dezember 2023).

## Lage und Daten
Gaggi liegt 59 km südwestlich von Messina im unteren Tal des Flusses Alcantara. Die Entfernung nach Taormina beträgt 15 km. Die Einwohner arbeiten hauptsächlich in der Landwirtschaft. Angebaut werden Oliven, Wein und Weizen.
Gaggi ist etwa 6 km von der Autobahn A18/E45, Ausfahrt Giardini-Naxos, entfernt. Richtung Francavilla kann man von Gaggi aus die Gole dell’Alcantara besuchen. Im Gegensatz zu vielen anderen Bergdörfern Siziliens ist Gaggi ein wachsender Ort mit mehreren Neubaugebieten.
Die Nachbargemeinden sind Castelmola, Castiglione di Sicilia (CT), Graniti, Mongiuffi Melia und Taormina.

## Geschichte
Zur Zeit der Römer war die Gegend um Gaggi unbewohnt. Im Jahr 902 wurde das Gebiet von den Arabern eingenommen und besiedelt. 1078 eroberte Conte Ruggero D’Altavilla den Ort und übergab ihn dem Kloster von Savoca. 1639 eroberte Giuseppe Barrile, später Baron von Melia und Marchese, den kleinen Ort. Im Jahr 1820 wurde Gaggi von Taormina unabhängig.

## Sehenswürdigkeiten

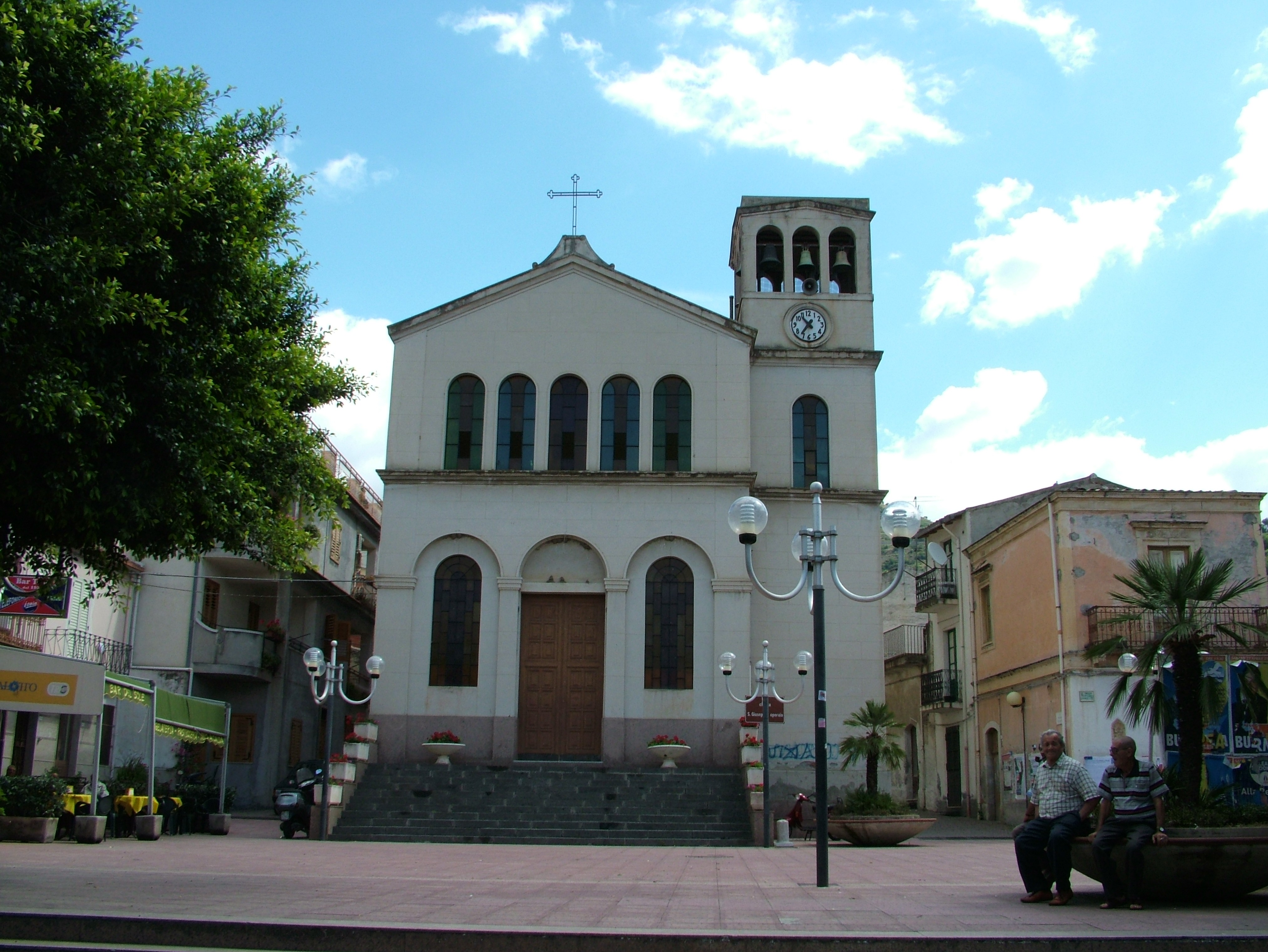
Chiesa de San Giuseppe Operaio

- Kirche des Heiligen Sebastiano aus dem 16. Jahrhundert
- Kirche Madre aus dem 18. Jahrhundert auf der Piazza Madre
- Palast des Marchese Schico aus dem 16. Jahrhundert